# Номинат, Ефим Антонович
Номинат Ефим Антонович (1880, Кривой Рог, Херсонская губерния — 1946, Кривой Рог, Днепропетровская область) — участник революционного движения за власть советов, организатор первых отрядов Красной гвардии на Криворожье.

## Биография
Родился в 1880 году в местечке Кривой Рог Криворогской волости Херсонского уезда Херсонской губернии.
Получил неполное среднее образование. Работал металлистом на Гданцевском чугунолитейном заводе.
Участник Первой мировой войны, служил в Семёновском лейб-гвардии полку.
Член РСДРП(б) с 1917 года. Участник Октябрьского вооружённого восстания в Петрограде.
С декабря 1917 года жил в Кривом Роге. Один из организаторов отряда Красной гвардии на Гданцевском чугунолитейном заводе, участник вооружённого восстания 22 января 1918 года в Кривом Роге. В составе 1-го Криворожского революционного полка оборонял Царицын. С марта 1919 года служил в криворожском городском отделе ЧК. Участник Южного похода группы войск Ионы Якира.
После гражданской войны служил в милиции, участвовал в послевоенном восстановлении города.
Умер в 1946 году в городе Кривой Рог.